# Іхтіофауна острова Зміїний
Іхтіофауна (іхтіофавна) острова Зміїний — сукупність риб, що населяють води Чорного моря, прилеглі до острова Зміїний. На кінець 2011 року в цьому районі було виявлено 58 видів риб, що належать до 16 рядів, 35 родин, та 48 родів. При цьому апроксимація кривої видового накопичення дає значення 61 як остаточну кількість видів у даній акваторії, тобто на початок 2012 року видове багатство можна вважати описаним більш ніж на 95%.
Іхтіофауна Зміїного сформована сукупністю типово морських та солонуватоводних (естуарних) видів; також у цьому районі виявлені чотири прісноводних види: сом, плітка, в'юн та сріблястий карась. Усі вони були впіймані в пору року, коли прісноводний виток з дельти Дунаю є максимальним (кінець весни — початок літа), причому перші три види — в квітні, місяці найбільших значень дунайського витоку протягом всього року.
Основними чинниками, що формують вигляд іхтіофауни в районі Зміїного, є температура та солоність; незважаючи на розташування навпроти дунайської дельти та періодичні заноси з неї прісноводних видів, зміна об'ємів дунайського витоку протягом року на склад іхтіофауни статистично достовірного впливу не справляє.
З точки зору ареалу походження, іхтіофауна цього району чітко поділяється на риб середземноморського та не-середземноморського походження, з вираженою різницею в реакції на зміни параметрів навколишнього середовища. Середземноморські види є набагато чутливішими до температури та солоності води, тому, зважаючи на більш високу кількість видів в цій групі, саме вони в найбільшій мірі забезпечують сезонні зміни фауністичних параметрів.
Найчисленнішими видами в акваторії (в порядку зменшення чисельності) є атерина піщана, собачка-сфінкс, хамса, бичок-кругляк, шпрот європейський, мерланг та ставрида середземноморська: разом представники цих видів складають близько 76% всіх риб, виловлених протягом наукових досліджень.
Серед видів риб, знайдених у районі Зміїного, дванадцять включені в Червону книгу України, сім перебувають під охороною Бернської конвенції, та дванадцять занесені до Червоного Списку МСОП (версія 2011.2).

## Список видів риб акваторії острова Зміїний
«Прибережний вилов» — на глибині до 5 м, «Глибинний вилов» — на глибині понад 5 м; 
«--» — вид не зустрічається, 
«-» — дуже рідкісний вид (менше 10 особин виловлено за весь період спостережень), 
«+» — рідкісний вид (менше 10 особин виловлено за один рік), 
«++» — звичайний вид (10-100 особин виловлено за один рік), 
«+++» — домінантний вид (більше 100 особин виловлено за один рік)
У випадках коли клас представлений у фауні єдиним рядом, або ряд — єдиною родиною, розбиття відповідно по рядах та родинах не проводилось.
| Українська назва           | Латинська назва             | Вилов       | Вилов     | Зображення |  |
| Українська назва           | Латинська назва             | Прибережний | Глибинний | Зображення |  |
| Хрящові риби               |                             |             |           |            |  |
| Катраноподібні             |                             |             |           |            |  |
| Катран звичайний           | Squalus acanthias           | ++          | ++        |            |  |
| Скатоподібні               |                             |             |           |            |  |
| Морська лисиця             | Raja clavata                | +           | ++        |            |  |
| Орлякоподібні              |                             |             |           |            |  |
| Морський кіт               | Dasyatis pastinaca          | --          | ++        |            |  |
| Променепері риби           |                             |             |           |            |  |
| Атериноподібні             |                             |             |           |            |  |
| Атерина піщана             | Atherina boyeri             | +           | +++       |            |  |
| Іглицеподібні              |                             |             |           |            |  |
| Іглиця довгорила           | Syngnathus typhle           | -           | +         |            |  |
| Іглиця пухлощока           | Syngnathus abaster          | -           | +         |            |  |
| Іглиця товсторила          | Syngnathus variegatus       | --          | +         |            |  |
| Іглиця тонкорила           | Syngnathus tenuirostris     | --          | +         |            |  |
| Морський коник довгорилий  | Hippocampus guttulatus      | +           | +         |            |  |
| Камбалоподібні             |                             |             |           |            |  |
| Калканові                  |                             |             |           |            |  |
| Калкан чорноморський       | Scophthalmus maeoticus      | +           | ++        |            |  |
| Камбалові                  |                             |             |           |            |  |
| Глось                      | Platichthys flesus          | +           | +         |            |  |
| Язикові                    |                             |             |           |            |  |
| Морський язик піщаний      | Pegusa lascaris             | --          | +         |            |  |
| Кефалеподібні              |                             |             |           |            |  |
| Піленгас                   | Liza haematocheilus         | --          | +++       |            |  |
| Сингіль                    | Liza aurata                 | --          | +++       |            |  |
| Коропоподібні              |                             |             |           |            |  |
| В'юнові                    |                             |             |           |            |  |
| В'юн звичайний             | Misgurnus fossilis          | --          | -         |            |  |
| Коропові                   |                             |             |           |            |  |
| Карась сріблястий          | Carassius gibelio           | -           | --        |            |  |
| Плітка звичайна            | Rutilus rutilus             | --          | -         |            |  |
| Окунеподібні               |                             |             |           |            |  |
| Бичкові                    |                             |             |           |            |  |
| Бичок кам'яний             | Neogobius ratan             | --          | +++       |            |  |
| Бичок-кнут                 | Mesogobius batrachocephalus | --          | +++       |            |  |
| Бичок-кругляк              | Neogobius melanostomus      | ++          | +++       |            |  |
| Бичок Пінчука              | Neogobius cephalargoides    | --          | +         |            |  |
| Бичок прозорий             | Aphia minuta                | --          | +         |            |  |
| Бичок скельний             | Gobius paganellus           | --          | +         |            |  |
| Бичок-цуцик морський       | Proterorhinus marmoratus    | --          | ++        |            |  |
| Бичок чорний               | Gobius niger                | +           | ++        |            |  |
| Пуголовка гола             | Benthophilus nudus          | -           | --        |            |  |
| Горбаневі                  |                             |             |           |            |  |
| Горбань світлий            | Umbrina cirrosa             | --          | -         |            |  |
| Горбань темний             | Sciaena umbra               | --          | -         |            |  |
| Губаневі                   |                             |             |           |            |  |
| Зеленушка-орябок           | Symphodus cinereus          | -           | +++       |            |  |
| Зеленушка плямиста         | Symphodus ocellatus         | --          | +         |            |  |
| Дракончикові               |                             |             |           |            |  |
| Дракончик великий          | Trachinus draco             | --          | -         |            |  |
| Зіркоглядові               |                             |             |           |            |  |
| Зіркогляд звичайний        | Uranoscopus scaber          | --          | +         |            |  |
| Луфареві                   |                             |             |           |            |  |
| Луфар                      | Pomatomus saltatrix         | +           | ++        |            |  |
| Собачкові                  |                             |             |           |            |  |
| Собачка Звонимира          | Parablennius zvonimiri      | --          | +++       |            |  |
| Собачка-павич              | Salaria pavo                | --          | +         |            |  |
| Собачка-сфінкс             | Aidablennius sphynx         | --          | +++       |            |  |
| Собачка червоно-жовтий     | Parablennius sanguinolentus | --          | +++       |            |  |
| Собачка щупальцевий        | Parablennius tentacularis   | --          | +++       |            |  |
| Ошибневі                   |                             |             |           |            |  |
| Ошибень звичайний          | Ophidion rochei             | --          | ++        |            |  |
| Піскориєві                 |                             |             |           |            |  |
| Піщанка стручкувата        | Gymnammodytes cicerellus    | --          | ++        |            |  |
| Помацентрові               |                             |             |           |            |  |
| Морська ластівка           | Chromis chromis             | --          | -         |            |  |
| Скумбрієві                 |                             |             |           |            |  |
| Пеламіда атлантична        | Sarda sarda                 | --          | -         |            |  |
| Смаридові                  |                             |             |           |            |  |
| Смарида смугаста           | Spicara maena               | --          | -         |            |  |
| Ставридові                 |                             |             |           |            |  |
| Ставрида середземноморська | Trachurus mediterraneus     | ++          | +++       |            |  |
| Султанкові                 |                             |             |           |            |  |
| Султанка звичайна          | Mullus barbatus             | +           | ++        |            |  |
| Оселедцеподібні            |                             |             |           |            |  |
| Оселедцеві                 |                             |             |           |            |  |
| Керченський пузанок        | Alosa maeotica              | ++          | ++        |            |  |
| Шпрот європейський         | Sprattus sprattus           | +++         | +++       |            |  |
| Анчоусові                  |                             |             |           |            |  |
| Хамса                      | Engraulis encrasicolus      | ++          | +++       |            |  |
| Осетроподібні              |                             |             |           |            |  |
| Білуга                     | Huso huso                   | --          | -         |            |  |
| Севрюга                    | Acipenser stellatus         | --          | -         |            |  |
| Присоскопероподібні        |                             |             |           |            |  |
| Риба-присосок двоплямиста  | Diplecogaster bimaculata    | --          | ++        |            |  |
| Риба-присосок товсторила   | Mirbelia candolii           | --          | ++        |            |  |
| Сарганоподібні             |                             |             |           |            |  |
| Сарган звичайний           | Belone belone               | --          | ++        |            |  |
| Скорпеноподібні            |                             |             |           |            |  |
| Скорпенові                 |                             |             |           |            |  |
| Скорпена звичайна          | Scorpaena porcus            | +           | +++       |            |  |
| Триглові                   |                             |             |           |            |  |
| Морський півень жовтий     | Chelidonichthys lucernus    | --          | -         |            |  |
| Сомоподібні                |                             |             |           |            |  |
| Сом звичайний              | Silurus glanis              | --          | -         |            |  |
| Тріскоподібні              |                             |             |           |            |  |
| Миневі                     |                             |             |           |            |  |
| Минь середземноморський    | Gaidropsarus mediterraneus  | -           | +++       |            |  |
| Тріскові                   |                             |             |           |            |  |
| Мерланг                    | Merlangius merlangus        | +++         | +++       |            |  |

## Джерело
- Snigirov S, Goncharov O, Sylantyev S. The fish community in Zmiinyi Island waters: structure and determinants. Marine Biodiversity [Архівовано 16 грудня 2011 у Wayback Machine.] 2012. doi:10.1007/s12526-012-0109-4 (англ.)